# Гъсто множество
Гъсто множество е термин в топологията и свързаните области на математиката. Едно подмножество {\displaystyle A} на топологичното пространство {\displaystyle X} се нарича гъсто (в {\displaystyle X}), ако всяка точка от {\displaystyle X} може да бъде „добре апроксимирана“ с точки от {\displaystyle A}.
Формално, {\displaystyle A} е гъсто в {\displaystyle X}, ако {\displaystyle \forall x\in X} произволна околност на {\displaystyle X} съдържа поне една точка от {\displaystyle A}.
С други думи, {\displaystyle A} е гъсто в {\displaystyle X}, ако единственото затворено подмножество на {\displaystyle X}, съдържащо {\displaystyle A}, е самото {\displaystyle X}. Казано по трети начин, обвивката на A е X, или вътрешността на допълнението на A е празното множество.

## Гъстота на метрични пространства
Алтернативна дефиниция на гъсто множество в случая на метрично пространство е следната: Множеството A в метричното пространство X е гъсто ако всяко x от X е граница на редица от елементи в A. Наистина, когато топологията на X е зададена чрез метрика, затворената обвивка {\displaystyle {\bar {A}}}
на A в X е множеството от всички граници на елементите в A,

{\displaystyle {\bar {A}}=\{\lim _{n}a_{n}:\forall n\geq 0,\ a_{n}\in A\}.}